# Estrella de Barnard
La estrella de Barnard (HIP 87937) es una estrella en la constelación de Ofiuco.
De magnitud aparente +9,51, es demasiado tenue para poder ser observada sin telescopio.
Debe su nombre al astrónomo estadounidense Edward Emerson Barnard, quien en 1916 descubrió que es la estrella con un mayor movimiento aparente (10,3 segundos de arco por año) vista desde la Tierra.
La estrella de Barnard ha sido objeto de numerosos estudios, debido a su proximidad y a su posición favorable para la observación cerca del ecuador celeste.
Históricamente, la investigación se ha centrado en medir sus características físicas, su astrometría, y en refinar los límites de posibles planetas extrasolares.
Asimismo, pese a que es una estrella antigua, ciertas observaciones sugieren que experimenta llamaradas como las de las estrellas fulgurantes.
También ha surgido cierta controversia en cuanto a si la estrella de Barnard alberga un sistema planetario.
Al final de la década de 1960 y al principio de la de años 1970, Peter van de Kamp afirmó que existía uno o varios gigantes gaseosos en órbita alrededor de ella. Posteriormente se descartó la presencia de planetas gigantes. En 2018 se anunció el descubrimiento de una supertierra orbitando la estrella. Sin embargo, la existencia del planeta se cuestionó nuevamente en un nuevo artículo el año 2021.

## Distancia
La estrella de Barnard se encuentra a poco más de 5,9 años luz del sistema solar.
Tan solo las tres componentes del sistema Alfa Centauri —incluyendo a Próxima Centauri— están más cerca.
La estrella de Barnard comparte la misma vecindad que el Sol.
Las estrellas más próximas a ella son, por lo general, enanas rojas, la clase de estrellas más pequeña y común.
Su vecina más cercana actualmente es Ross 154 (V1216 Sagittarii), distante 5,41 años luz.
El Sol y Alfa Centauri son, respectivamente, los siguientes sistemas más cercanos.
Desde la estrella de Barnard, el Sol se observaría en el lado diametralmente opuesto del cielo en las coordenadas AR = 57m 48,5s y δ = −04° 41′ 36″, estando situado en la región este de la constelación de Monoceros.
Desde allí, el Sol aparecería como una brillante estrella de primera magnitud comparable a como se ve Pólux (β Geminorum) desde la Tierra.

## Características
La estrella de Barnard es una enana roja de tipo espectral M4.0V.
Tiene aproximadamente el 16 % de la masa solar, siendo su radio equivalente al 19 % del que tiene el Sol.
Su temperatura efectiva es de 3134 ± 102 K y posee una luminosidad visual de solo 4/10.000 de la luminosidad solar, a la que corresponde una luminosidad bolométrica —que incluye la luz infrarroja emitida— de 34,6/10.000 veces la solar.
La estrella de Barnard es tan tenue que si estuviera a la misma distancia de la Tierra que el Sol, su brillo solo sería 100 veces mayor que el de la Luna llena, comparable al brillo del Sol a una distancia de 80 UA.
Con una edad entre 7000 y 12 000 millones de años, es bastante más vieja que el Sol, y podría estar entre las estrellas más viejas de la Vía Láctea.
Con el tiempo ha perdido mucha energía de rotación, y leves cambios periódicos en su brillo indican que completa un giro cada 130 días —compárese con los 25 días que emplea el Sol.
Dada su avanzada edad, durante mucho tiempo se supuso que la estrella de Barnard era inactiva en términos de actividad estelar.
Sin embargo, en 1998, los astrónomos observaron una llamarada estelar intensa, poniendo de manifiesto que, sorprendentemente, la estrella de Barnard es una estrella fulgurante.
Por ello, recibe también el nombre, en cuanto a variable, de V2500 Ophiuchi.
En 2003, en la estrella de Barnard se observó por primera vez un cambio detectable de la velocidad radial de una estrella causada por su movimiento; esta variabilidad adicional en la velocidad radial fue atribuida a su actividad estelar.
En un amplio estudio de metalicidades de enanas rojas de clase M, a la estrella de Barnard se le asignó un índice de metalicidad entre -0,5 y -1,0, lo que aproximadamente corresponde a un contenido metálico entre el 10 % y el 32 % del solar.
La metalicidad —abundancia relativa de elementos más pesados que el helio—, ayuda a clasificar las estrellas con relación a la población galáctica.
Parece que la estrella de Barnard es una estrella típica de la Población II de enanas rojas, muchas de ellas estrellas de halo empobrecidas en metales.
Pero aunque la metalicidad es ciertamente subsolar, esta es más elevada que la de una estrella de halo y encaja bien en el extremo bajo de las estrellas de disco ricas en metales; este hecho, sumado a su movimiento espacial alto, ha llevado a su clasificación como «estrella intermedia de Población II», a caballo entre las estrellas de disco y las de halo.

## Cinemática

Movimiento aparente de la estrella de Barnard en 9 años.

Distancias de las estrellas más cercanas, desde hace 20 000 años hasta 80 000 años en el futuro.

El movimiento propio de la estrella de Barnard equivale a una velocidad lateral relativa («lateralmente» en relación con nuestra línea de visión del Sol) de 90 km/s.
Los 10,3 segundos de arco que se desplaza anualmente suponen que, a lo largo de una vida humana, su posición varía un cuarto de grado, aproximadamente la mitad del diámetro angular de la Luna llena.
La velocidad radial de la estrella de Barnard hacia el Sol puede ser medida por su corrimiento al azul.
Se pueden encontrar dos medidas en los catálogos: 106,8 km/s en SIMBAD, que se refiere a una compilación de 1967 de medidas más viejas, y 110,8 km/s en ARICNS y valores similares en todas las referencias astronómicas modernas.
Estas medidas, combinadas con el movimiento propio, sugieren una velocidad real en relación con el Sol de 139,7 y 142,7 km/s, respectivamente.
El acercamiento máximo de la estrella de Barnard al sistema solar tendrá lugar alrededor del año 9800 d. C., cuando se aproxime a 3,75 años luz.
No obstante, incluso en ese momento no será la estrella más cercana, ya que Próxima Centauri se habrá acercado aún más al Sol.
La estrella de Barnard todavía será demasiado tenue para ser observada a simple vista en el momento de su máximo acercamiento, ya que su magnitud aparente será de aproximadamente +8,5. A partir de ese momento, se irá alejando paulatinamente del Sol.

## La llamarada de 1998
La observación de una llamarada estelar en la estrella de Barnard ha añadido otro elemento de interés en su estudio.
Detectada por William Cochran por cambios en su espectro de emisión el 17 de julio de 1998, pasaron más de cuatro años antes de que la llamarada fuera totalmente analizada.
Se ha sugerido que la temperatura de la llamarada alcanzó 8000 K, más de dos veces la temperatura normal de la estrella, si bien el simple análisis espectral no puede determinar exactamente el flujo total de la llamarada.
La observación de esta llamarada causó sorpresa, pues no cabría esperar actividad estelar intensa en una estrella tan antigua.
Estas llamaradas no son entendidas en profundidad, pero se cree que están causadas por campos magnéticos fuertes que inhiben la convección del plasma, dando lugar a estallidos repentinos; los campos magnéticos fuertes están presentes en estrellas de rápida rotación, mientras las estrellas viejas tienden a girar despacio.
Por ello, se supone que un acontecimiento de tal magnitud como el observado en la estrella de Barnard es una excepción.
La investigación de la periodicidad de la estrella, así como de los cambios de la actividad estelar en una escala de tiempo dada, sugieren igualmente que la estrella debería estar en quiescencia; una investigación de 1998 mostró cierta evidencia en la variación periódica del brillo de la estrella de Barnard, pero reveló solo una posible mancha estelar en un período de más de 130 días.
El descubrimiento de una actividad estelar de estas características ha promovido un interés adicional por la estrella de Barnard, para así poder entender a estrellas similares.
Se espera que estudios fotométricos en rayos X y ultravioleta permitan arrojar luz sobre la población de enanas rojas de nuestra galaxia.
Por otra parte, dicha investigación tiene implicaciones en la astrobiología. Considerando que la zona habitable en una enana roja se localiza muy cerca de la estrella —en el caso de la estrella de Barnard entre 0,056 y 0,109 UA—, eventos como llamaradas, vientos o acontecimientos de eyección de plasma, deben ejercer una gran influencia sobre cualquier posible planeta.

## Sistema planetario
Durante muchos años se consideró que la estrella de Barnard podía tener un planeta extrasolar.
El astrónomo Peter van de Kamp había realizado en 1963 medidas astrométricas precisas del movimiento de esta estrella, y en ellas se podía apreciar que el movimiento aparente de la estrella era perturbado por lo que podría ser un planeta joviano, con una masa igual 0,0015 veces la masa solar o 1,6 veces la masa de Júpiter. Un análisis más completo, publicado en 1969, ofrecía una nueva explicación que incluía dos planetas con masas iguales a 1,1 y 0,8 veces la masa de Júpiter y períodos orbitales de 26 y 12 años respectivamente. Para complicar las cosas, un nuevo análisis de los datos de Van de Kamp, efectuado en 1973 por Jensen y Ulrych, parecía demostrar la presencia de varios planetas con masas reducidas y períodos de traslación más cortos.
Sin embargo, un estudio publicado ese mismo año por Gatewood y Eichhorn demostró la incapacidad de comprobar la existencia de estos planetas por otros equipos, usando instrumentos y técnicas diferentes.

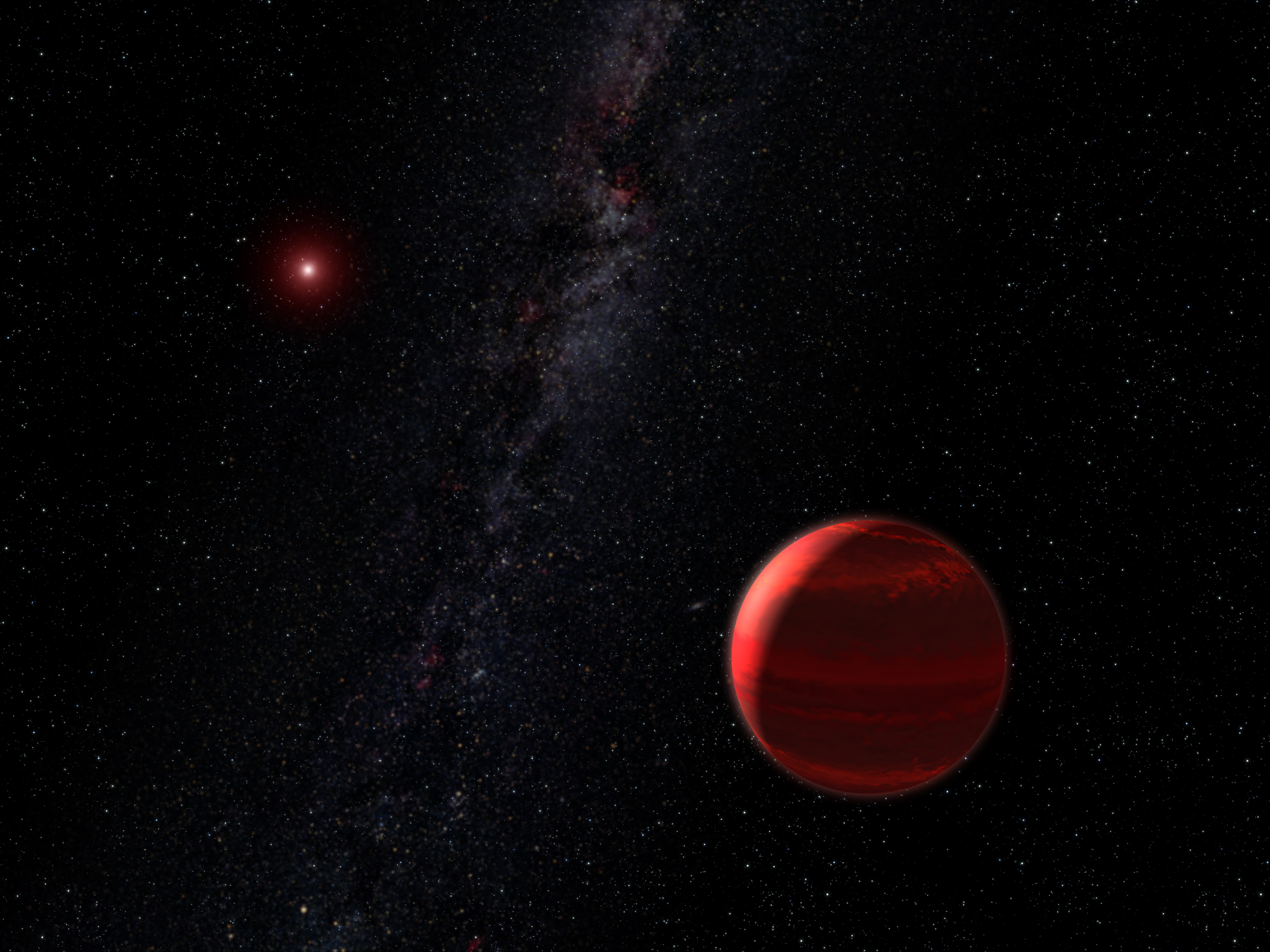
Concepción artística del supuesto planeta en órbita alrededor de la estrella de Barnard.

En la década de 1980 otros equipos habían medido también durante varios años y con mayor precisión el movimiento aparente de la estrella descartando la hipótesis de los planetas. Todavía en 1982 un nuevo análisis por parte de Van de Kamp de mediciones astronómicas realizadas en el intervalo 1938-1981 dio lugar a una nueva hipótesis, distinta a las anteriores: dos planetas con masas iguales a 0,7 y 0,5 masas jovianas, con períodos de traslación de 12 y 20 años. Tres años más tarde, Fredrick e Ianna publicaron nuevos resultados, de mayor precisión y exactitud, con los que demostraban la inexistencia de estas perturbaciones y, por tanto, la de los presuntos planetas.
Finalmente en 1986, Harrington, utilizando fotografías tomadas por el gran reflector astrométrico de 1,55 metros instalado en el Observatorio Naval (USNO), en el intervalo 1972-1986, demostró la inexistencia de perturbaciones en su movimiento e, indirectamente, de planetas girando en torno suyo.
Actualmente se piensa que el error sistemático reflejado por Van de Kamp se debía a la lente objetivo del telescopio utilizado, siendo ésta retirada, limpiada e instalada nuevamente; ello habría originado cambios en la forma de las estrellas y, con ellos, errores en las mediciones efectuadas.
Los últimos estudios demuestran que, a menos de 1,8 UA de la estrella de Barnard, los datos 
excluyen la presencia de planetas con masas mínimas mayores de 4,9 masas terrestres o con masas reales mayores que la de Urano. 
Por otra parte, tampoco se ha detectado la presencia de un disco circunestelar de polvo o escombros.
No obstante, debido a la proximidad de la estrella de Barnard al Sol, esta sigue siendo objeto de gran interés dentro de la astronomía.
Ha sido seleccionada como objetivo prioritario de la Space Interferometry Mission de la NASA que debería ser capaz de detectar planetas de hasta tres masas terrestres dentro de las dos UA más cercanas a la estrella.
En 2018 un grupo de astrónomos españoles publica un estudio en el que afirman haber encontrado un nuevo planeta extrasolar orbitando alrededor de la estrella de Barnard, Barnard b.